# GEO600
L'interféromètre GEO600 est un projet germano-britannique d'interféromètre de type Michelson, construit près de Hanovre en Allemagne.
Il est destiné à détecter d'éventuelles ondes gravitationnelles dont le passage serait susceptible de modifier de façon infime la longueur des bras de l'interféromètre. Dans le but d'augmenter la longueur de ces bras, on utilise deux cavités de type Fabry-Perot dans chaque bras.
L’observation des ondes gravitationnelles est destinée à compléter de manière importante l’observation des ondes électromagnétiques (ondes lumineuses, radio et micro-ondes, rayons gamma et X) ainsi que des astro-particules (rayons cosmiques, neutrinos). Leur étude permet de révéler des aspects de l’univers jusqu’alors inconnus et d’étendre le domaine d’observation jusque dans les régions assombries par la poussière et masquées par d’autres phénomènes.

## Histoire
Dans les années 1970, deux groupes en Europe, l'un dirigé par Heinz Billing (de) en Allemagne et l'autre dirigé par Ronald Drever au Royaume-Uni, lancent des recherches sur la détection des ondes gravitationnelles interférométriques par laser. En 1975, l'Institut Max-Planck d'astrophysique de Munich commence à construire un prototype avec des branches de 3 m (qui évolue en 1983 à un prototype de 30 m au Max Planck Institute of Quantum Optics (MPQ) à Garching bei München). En 1977 c'est le Département de Physique et d'Astronomie de l'Université de Glasgow qui s'engage dans des recherches similaires, et en 1980 commence l'exploitation d'un prototype de 10 m,.
En 1985 le groupe Garching propose la construction d'un grand détecteur avec 3 km de longueur de bras, et le groupe britannique propose un projet équivalent l'année suivante. Finalement les deux groupes conjuguent leurs efforts en 1989 et donne naissance au projet GEO. Le site pressenti est e massif du Harz au nord de l'Allemagne, mais le projet n'est pas été financé et c'est finalement un détecteur plus petit qui est proposé en 1994 : le GEO600 avec des bras de 600 m de long. La construction de ce détecteur d'ondes gravitationnelles anglo-allemand commence en septembre 1995 à proximité de Hanovre,.
En 2001, l'Institut Max-Planck de physique gravitationnelle (ou Albert Einstein Institute) de Potsdam reprend la branche de Hanovre du MPQ, et depuis 2002 le détecteur est exploité par un centre commun de physique gravitationnelle de l'AEI et de l'Université Gottfried Wilhelm Leibniz de Hanovre en collaboration avec les universités de Glasgow et de Cardiff. Depuis 2002, GEO600 participe à des séquences d'acquisition de données en conjointement avec les détecteurs LIGO.